# SEAT Inca
O SEAT Inca (Typ 9K) foi um furgão produzido pelo fabricante espanhol SEAT entre 1995 e 2003. Foi projetado e montado na Espanha, com base no SEAT Ibiza Mark 2. Foi exibido pela primeira vez no Salão do Automóvel de Barcelona de 1995.

## Design
O SEAT Inca tinha duas portas traseiras que, por serem assimétricas, deveriam facilitar o carregamento e descarregamento. Capaz de transportar uma carga útil de 550 kg e rebocar um reboque com freio de 1.000 kg, o Inca provou ser um forte veículo de trabalho em muitos mercados. O Inca recebeu o prêmio Comercial do Ano em Portugal em 1997.

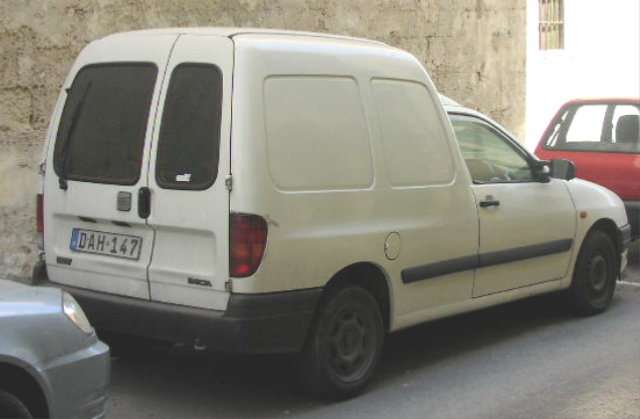
SEAT Inca, vista traseira
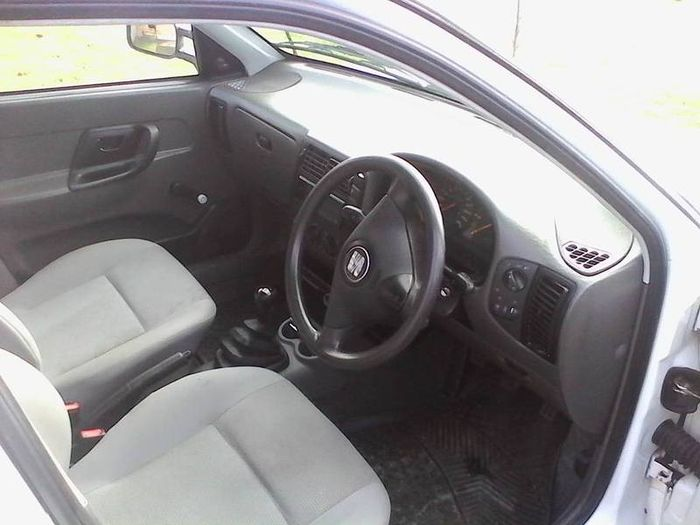
Interior

## Desempenho
O Inca veio com motores a gasolina 1.4 60 cv e 1.6 75 cv, e também estava disponível com o testado e comprovado motor a diesel de injeção indireta de 64 cv 1.9 (1896 cc) do Volkswagen Golf e Volkswagen Polo, ou um diesel de 90 cv Turbocharged Direct Injection (TDI) em certos países.
Um diesel de injeção direta de sucção de 64 cv 1.9 (SDI) com controle eletrônico e economia melhorada em relação ao motor de injeção indireta também estava disponível a partir de 1999.
| Motor a gasolina | Velocidade máxima | Aceleração 0–100 km/h, s |
| ---------------- | ----------------- | ------------------------ |
| 1.4, 60 cv       | 142 km/h          | 18,8                     |
| 1.6, 75 cv       | 155 km/h          | 15,2                     |

| Motor a diesel                                    | Velocidade máxima | Aceleração 0–100 km/h, s |
| ------------------------------------------------- | ----------------- | ------------------------ |
| 1.9 injeção indireta D, 64 cv                     | 144 km/h          | 20,6                     |
| 1.9 injeção direta SDi, 64 cv                     | 144 km/h          | 20,1                     |
| 1.9 turboalimentado com injeção direta TDI, 90 cv | 165 km/h          | 14,0                     |

## Vendas
Desde seu lançamento em 1995 até o fim da produção em 2003, mais de 115.000 carros SEAT Inca foram produzidos e vendidos. A produção anual do furgão SEAT Inca (sem janelas laterais) e SEAT Inca Kombi (com janelas laterais e assentos removíveis que podem ser usados para carga ou passageiros) fabricados na SEAT Martorell são mostrados abaixo. Somente instalações da SEAT; corrigido em 7/11/2018 dos relatórios anuais citados da Volkswagen e da SEAT de 1997:
| Modelo               | 1997   | 1998   | 1999   | 2000   | 2001   | 2002   | 2003   | 2004  |
| -------------------- | ------ | ------ | ------ | ------ | ------ | ------ | ------ | ----- |
| SEAT Inca            |        | 16.905 | 18.103 | 15.207 | 14.763 | 11.802 | 7.982  | 4.206 |
| SEAT Inca Kombi      |        | 7.708  | 8.573  | 5.534  | 5.316  | 3.879  | 2.150  | 743   |
| Produção anual total | 25.484 | 24.613 | 26.676 | 20.741 | 20.079 | 15.681 | 10.132 | 4.949 |

## Rebatizações
O SEAT Inca foi rebatizado pela empresa-mãe da SEAT, a Volkswagen, e vendido sob o nome Volkswagen Caddy (Typ 9K). Seu companheiro rebatizado Volkswagen, projetado com o emblema, era idêntico em todos os aspectos, exceto por alguns logotipos de marca (facilmente intercambiáveis) e pela grade frontal.
No início dos anos 2000, o Grupo Volkswagen decidiu mudar o foco de marketing da marca SEAT para atingir o motorista mais jovem, com ênfase em modelos mais esportivos. Apesar dessa mudança, o Caddy e o Inca continuaram a ser produzidos nas mesmas instalações de fabricação, até que o Inca foi descontinuado em 2003.
O nome Inca foi então retirado da linha SEAT, mas o Caddy foi substituído por uma nova variante baseada na plataforma do Volkswagen Golf V.